# D328eco

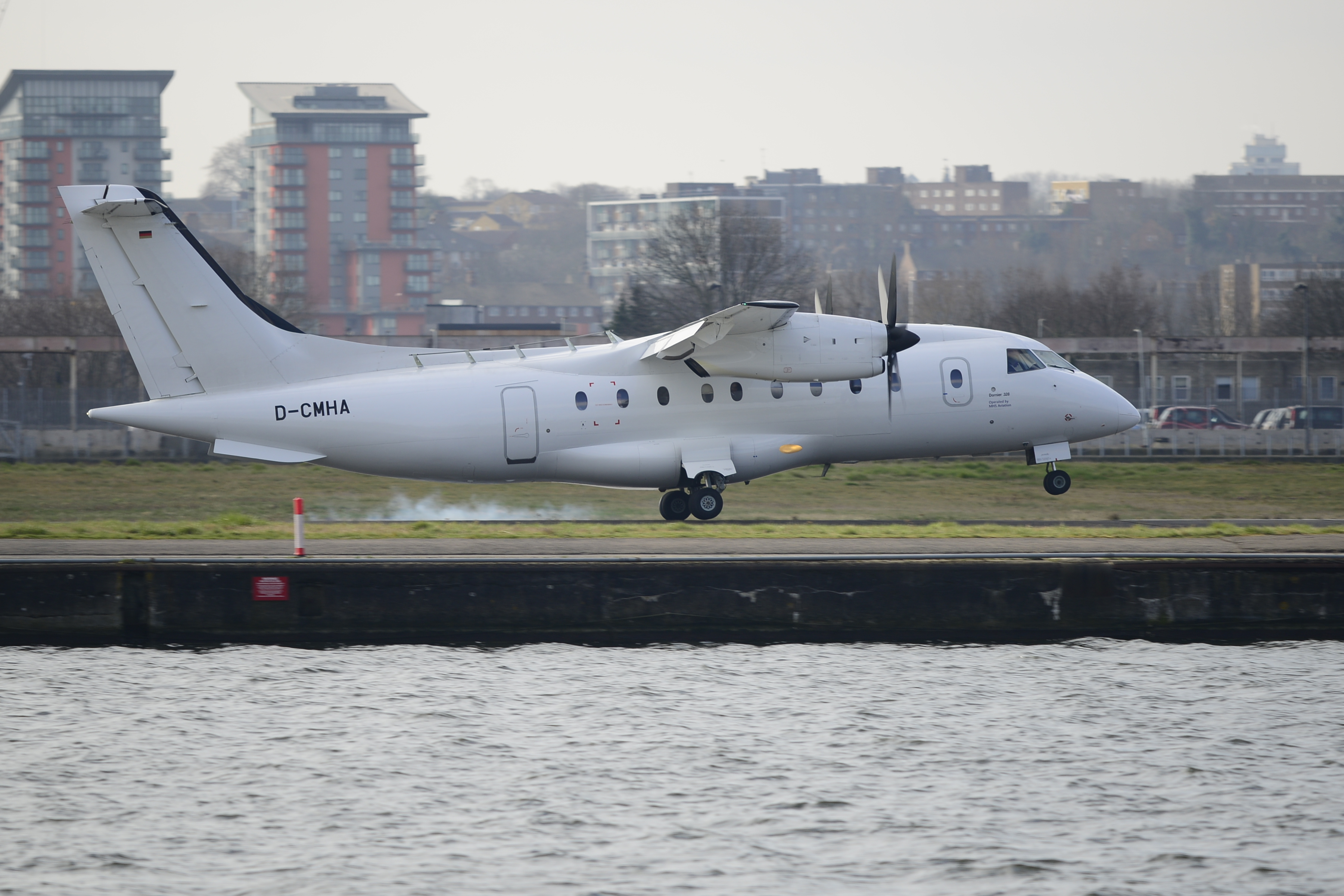
Eine bisherige Dornier 328. Die zukünftige D328eco soll um 2,1 m auf 23,3 m gestreckt werden (2015).

Die D328eco ist ein in Entwicklung befindliches Passagierflugzeug mit Turboprop-Antrieb für Kurzstrecken des Herstellers Deutsche Aircraft. Es basiert auf der Dornier 328 und soll in der neuen Version einen 23,3 Meter langen Rumpf, sparsame und biosprit-verträgliche PW127S-Motoren sowie moderne Avionik erhalten, die einen Single-Pilot-Betrieb ermöglichen soll.

## Geschichte

### Hersteller

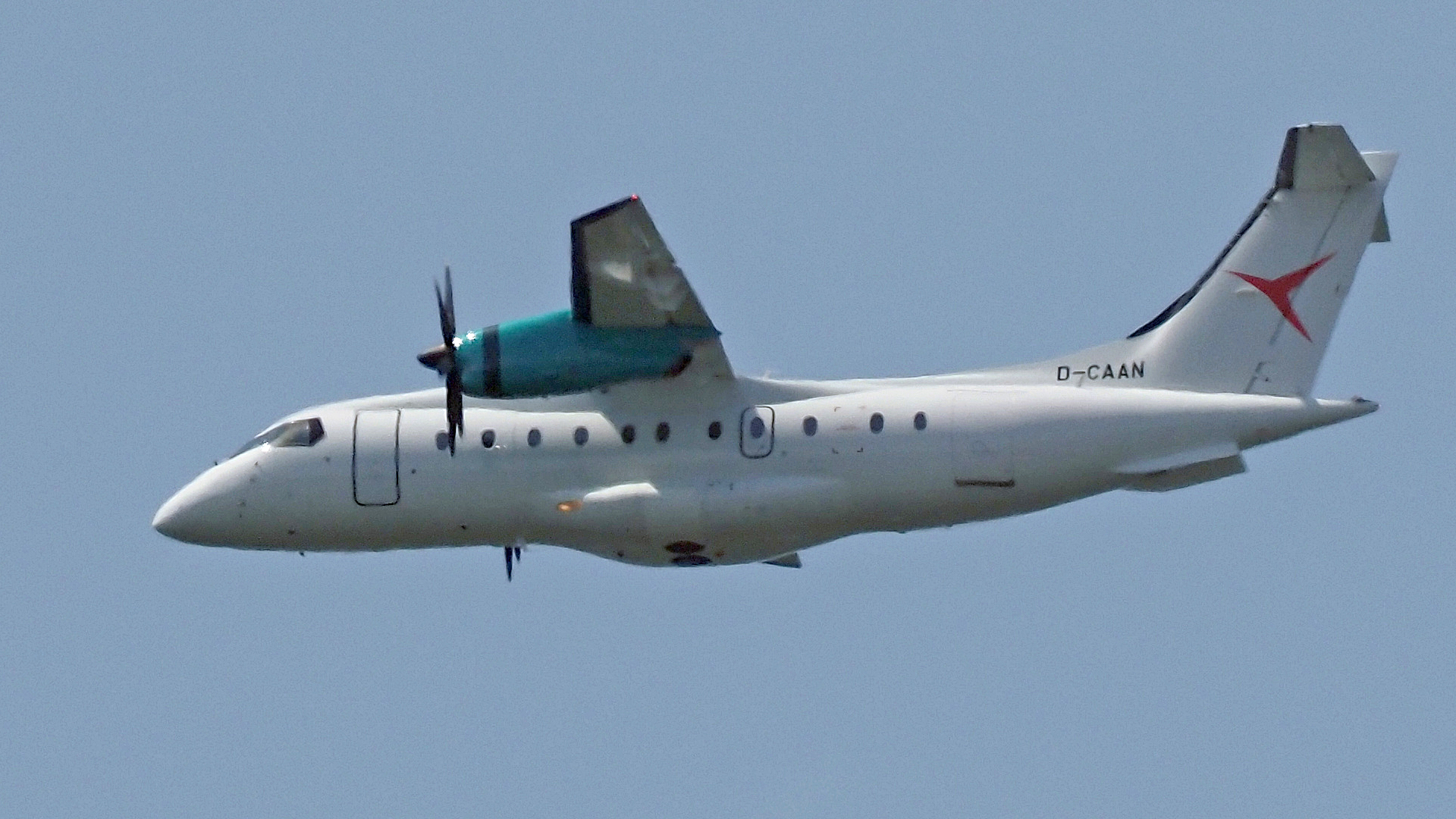
Dornier 328 „D-CAAN“ der Deutsche Aircraft GmbH (2022)

Im Jahr 2015 kaufte das amerikanische Luftfahrtunternehmen Sierra Nevada Corporation (SNC) die 328 Support Services GmbH, die das Wartungsgeschäft für die Flotte weiterführte und alle Lizenzen hielt. Im Jahr 2019 gab das mittlerweile in „Deutsche Aircraft“ umbenannte Unternehmen erste Pläne für die D328eco bekannt. Entwickelt wird das Flugzeug in Oberpfaffenhofen bei München, wo auch bereits ihr Vorgänger, die Dornier 328-100, in den Dornier-Werken das erste Mal gebaut wurde. Gebaut werden soll das Flugzeug am Flughafen Leipzig/Halle. Im Januar 2025 begannen die Bauarbeiten für das etwa 60.000 Quadratmeter große Flugzeugwerk. In vier Hallen soll Ende 2025 die Produktion der D328eco beginnen. Das Werk wird so errichtet, dass die Flugzeuge aus der Produktionshalle einen direkten Anschluss an eine Start- und Landebahn haben.

### Vorgänger
Als Basis-Plattform wurde hier die Dornier 328-100 verwendet und weiterentwickelt. Ihre Vorgängerin, ein 32-sitziger Turboprop, flog zum ersten Mal im Jahr 1991. Damals war sie technologisch wegen ihrer komfortablen Kabine und der „Tragflächen Neuer Technologie“ ihrer Zeit voraus. Jedoch war sie aufgrund ihres hohen Preises und der kleinen Kabine mit rund 110 Exemplaren kommerziell nicht sehr erfolgreich. Die Produktion wurde daraufhin zu Gunsten des strahlgetriebenen Regionalflugzeugs Dornier 328-300/310JET eingestellt, das fortan in Oberpfaffenhofen gefertigt wurde. Im Jahr 1999 wurde auch dieses Projekt mangels Wirtschaftlichkeit eingestellt.

### Erste Modernisierungsversuche
Im Jahr 2015 wurden Pläne für eine modernisierte 328JET bekannt, die in Ankara von SNC als TRJ328 produziert werden sollte. Gleichzeitig wollte man eine größere TRJ628 entwickeln. Warum daraus nichts wurde, ist nicht bekannt – vermutlich wegen politischer Instabilitäten zur damaligen Zeit.

## Entwicklungsagenda

### Technik
Als Antrieb für die D328eco werden zwei PW127XT-Turboprop-Triebwerke des Herstellers Pratt & Whitney Canada dienen. Die Triebwerke sind für normale, Sustainable-Aviation-Fuel-kompatible und wasserstoffbasierte Power-to-Liquid-(PtL)-Kraftstoffe zugelassen, was die CO2-Emissionen deutlich senken soll. Laut Hersteller-Aussage soll die D328eco 40 Prozent weniger Treibstoff verbrauchen als derzeit übliche Regionaljets auf Flügen bis zu 400 nautischen Meilen und damit 40 Prozent weniger CO2 emittieren. Zudem soll sie laut Pratt & Whitney Canada Fluggesellschaften 40 Prozent mehr Flugzeit, eine 20-prozentige Reduzierung der Wartungskosten bei nur zwei geplanten Ereignissen über 10 Jahre und eine 3-prozentige Verbesserung des spezifischen Kraftstoffverbrauchs bieten.
Die D328eco soll durch eine Rumpfverlängerung um 2,1 Meter auf 23,31 Meter und eine komplett neu gestaltete Kabine mit 1,86 Meter Stehhöhe Platz für bis zu 43 Passagiere bieten und damit für zehn mehr als das Vorgängermodell. Der Verbrauch läge laut Deutsche Aircraft damit pro Passagier bei 2,6 Liter pro 100 Kilometer.
Cockpit und Avionik werden vollständig überarbeitet, so dass eine Single Pilot Certification möglich wird. Das verstärkte Fahrwerk und die Verwendung von Turboprop-Triebwerken lassen einen Einsatz auf unbefestigten Pisten zu.
Beteiligung Brasiliens
Ein bedeutender Teil des D328eco-Programms wird in Kooperation mit Brasilien realisiert. Das brasilianische Luft- und Raumfahrtunternehmen Akaer ist als Tier-1-Zulieferer für die Herstellung des vorderen Rumpfsegments sowie weiterer Komponenten verantwortlich. Damit ist Akaer der erste brasilianische Hauptzulieferer in einem neuen internationalen Flugzeugprogramm dieser Größenordnung.
Diese Zusammenarbeit stellt eine strategische Partnerschaft zwischen Deutsche Aircraft und Akaer dar, mit dem Ziel, brasilianisches Know-how im globalen Luftfahrtmarkt weiter zu etablieren. Die Fertigung des ersten vorderen Rumpfes ist für Ende 2025 geplant.
Die Beteiligung Brasiliens an der Entwicklung des D328eco unterstreicht auch dessen Beitrag zu nachhaltiger Luftfahrttechnologie, da die D328eco auf den Einsatz nachhaltiger Flugkraftstoffe (SAF) ausgelegt ist.

### Nicht nur Passagierflugzeug
Aufgrund derzeit hoher Nachfrage nach leistungsstarken und umweltfreundlichen Regionalflugzeugen sieht die Deutsche Aircraft GmbH einen für sich erstrebenswerten Markt und hofft, den einzigen Konkurrenten, die ATR42-600 ablösen zu können. Sie setzt dabei auch auf die Außerdienststellung veralteter Technik (z. B. Dash 8-100 bis -300, Saab 340, Embraer EMB 120) und auf Wachstumsmärkte wie Asien und Afrika. Da die D328eco für den Betrieb auf unbefestigten Pisten zugelassen werden soll, würde sich dort der Betrieb lohnen.
In einer multi-role Variante „MR“ soll sie außerdem auch als Plattform für den Luftkrankentransport, Search & Rescue, Feuerbekämpfung, Grenzüberwachung, Frachttransport und für das sichere Absetzen von Fallschirmjägern dienen.

### Derzeitiger Entwicklungsstand
Derzeit befindet sich die D328eco in der Entwicklungsphase und soll im Jahr 2026 in den Markt eingeführt werden. Prototypen der D328eco, die in Oberpfaffenhofen im Bau sind, sollten ab 2024 erprobt werden. Am 27. Januar 2023 erhielt die Deutsche Aircraft die ergänzende EASA-Musterzulassung für eine In-Flight Operable Door (IFOD), ein wichtiger Baustein für die Mehrzweckfähigkeiten der Maschine.
Am 28. Mai 2025 fand der Rollout des ersten Testflugzeugs in Oberpfaffenhofen statt.